# Eupatorium squarroso-ramosum
Eupatorium squarroso-ramosum là một loài thực vật có hoa trong họ Cúc. Loài này được Hieron. mô tả khoa học đầu tiên năm 1897.